# NGC 5637
NGC 5637 este o galaxie spirală situată în constelația Boarul. A fost descoperită în 10 aprilie 1785 de către William Herschel.